# John Hayter
Pour les articles homonymes, voir Hayter.
John Hayter (1800-1895) est un peintre britannique de portrait, second fils du peintre miniaturiste Charles Hayter et frère de Sir George Hayter, également portraitiste. 

## Biographie
Il entre à la Royal Academy schools en 1815 et commence à exposer à la Royal Academy la même année. Il expose également des travaux à la British Institution et la Royal Society of British Artists. 
Hayter se fait connaître au cours des années 1820 avec des portraits de célébrités telles que le duc de Wellington, la chanteuse d'opéra, Giuditta Pasta.
Il exécute plus tard celui du duc Charles-Jérôme Pozzo di Borgo (mort en 1879), qui vers 1960 était conservé par ses descendants dans le salon Louis XV du château de la Punta à Alata (Corse du Sud).
Ses dessins de portrait, à la craie ou aux crayons de couleur, deviennent particulièrement populaires, un certain nombre d'entre eux étant gravés pour l'« Album de la Cour », « Portraits de l'aristocratie féminine (1850-1857) ».

## Source de la traduction
- (en) Cet article est partiellement ou en totalité issu de l’article de Wikipédia en anglais intitulé « John Hayter » (voir la liste des auteurs).